# Shakespeare's Sister
"Shakespeare's Sister" é um single do grupo britânico de rock alternativo The Smiths. O single foi lançado em 18 de março de 1985 e alcançou a posição 26 na UK Singles Chart. Também faz parte dos álbuns de compilação Louder Than Bombs e The World Won't Listen, sendo feita no estúdio Utopia Studios, Primrose Hill, em Londres. A capa do single apresenta a ex-estrela de Coronation Street Pat Phoenix, vestida como sua personagem Elsie Tanner.

## Produção
O título refere-se a uma seção do ensaio feminista de Virginia Woolf, A Room of One's Own, no qual ela argumenta que se William Shakespeare tivesse tido uma irmã de igual gênio, como mulher ela não teria tido a oportunidade de fazer uso dela. Sean O'Hagan diz que o ensaio foi "um dos muitos textos feministas que Morrissey abraçou quando era uma adolescente sexualmente confusa e politicamente desperta".
De acordo com Simon Goddard, a letra também se baseia na novela de Elizabeth Smart, By Grand Central Station, I Sat Down and Wept e na música "Don't Jump" de Billy Fury. A narrativa da música foi comparada a The Glass Menagerie de Tennessee Williams, em que a personagem Laura Wingfield é referida como "irmã de Shakespeare" pelo personagem Jim O'Connor porque este último se refere ao irmão de Laura, Tom, um aspirante a escritor, como “Shakespeare.”

## Lançamento
A música teve algumas divergências em relação ao seu lançamento. O chefe da Rough Trade Geoff Travis tinha pouca fé na música e achou que era muito curta.
Lançado como single independente, "Shakespeare's Sister" foi uma relativa decepção comercial, alcançando a posição 26 nas paradas do Reino Unido. Marr refletiu: "Não me surpreendeu que uma música como 'Shakespeare's Sister' não tenha entrado nas paradas. Foi um disco muito arquitetônico para ser lançado naquela época. Bastante audacioso, um pouco louco. É por isso que adorei." Morrissey, por sua vez, atribuiu o baixo desempenho à promoção insuficiente do single pela Rough Trade, alegando que a gravadora "lançou 'Shakespeare's Sister' com uma quantidade monstruosa de derrotismo".

## Faixas de músicas

### 7"RT181
1. "Shakespeare's Sister" - 2:09
2. "What She Said" - 2:40

### 12"RTT181
1. "Shakespeare's Sister" - 2:09
2. "What She Said" - 2:40
3. "Stretch Out and Wait" - 2:37

## Mensagem da matrix
Os vinis britânicos de 7" e 12" continham a mensagem da matriz: HOME IS WHERE THE ART IS/none.
As versões holandesas continham a mensagem: HOLLAND CUTTING/none. "Holland Cutting" foi uma gravura na versão holandesa do álbum Meat Is Murder.

## Posição nas paradas musicais
| Chart (1985)                             | Posição |
| ---------------------------------------- | ------- |
| Irlanda (IRMA)                           | 11      |
| UK Singles (The Official Charts Company) | 26      |

## Recepção
Em uma revisão retrospectiva da música, Jack Rabid do Allmusic escreveu: "O ponto mais fraco dos Smiths ainda é muito bom, é o que podemos inferir disso. Que sagacidade Morrissey ainda mostra, disco após disco? Quem mais está escrevendo uma linha de abertura como 'Ossos jovens gemem/E as rochas abaixo dizem/Jogue seu corpo magro no chão, filho!' – evocando assim a qualidade trágica de Romeu e Julieta de tantos romances adolescentes nos termos mais poéticos?”
O escritor Jon Savage descreveu-o como "essencialmente um drama suicida com um ritmo de rock'n'roll demente".

## Influência
A dupla Shakespears Sister [sic] tirou o nome da música.

## Formação
- Morrissey - Vocal
- Andy Rourke - Baixo
- Mike Joyce - Baterista
- Johnny Marr - Guitarra